# Сонолюмінесценція

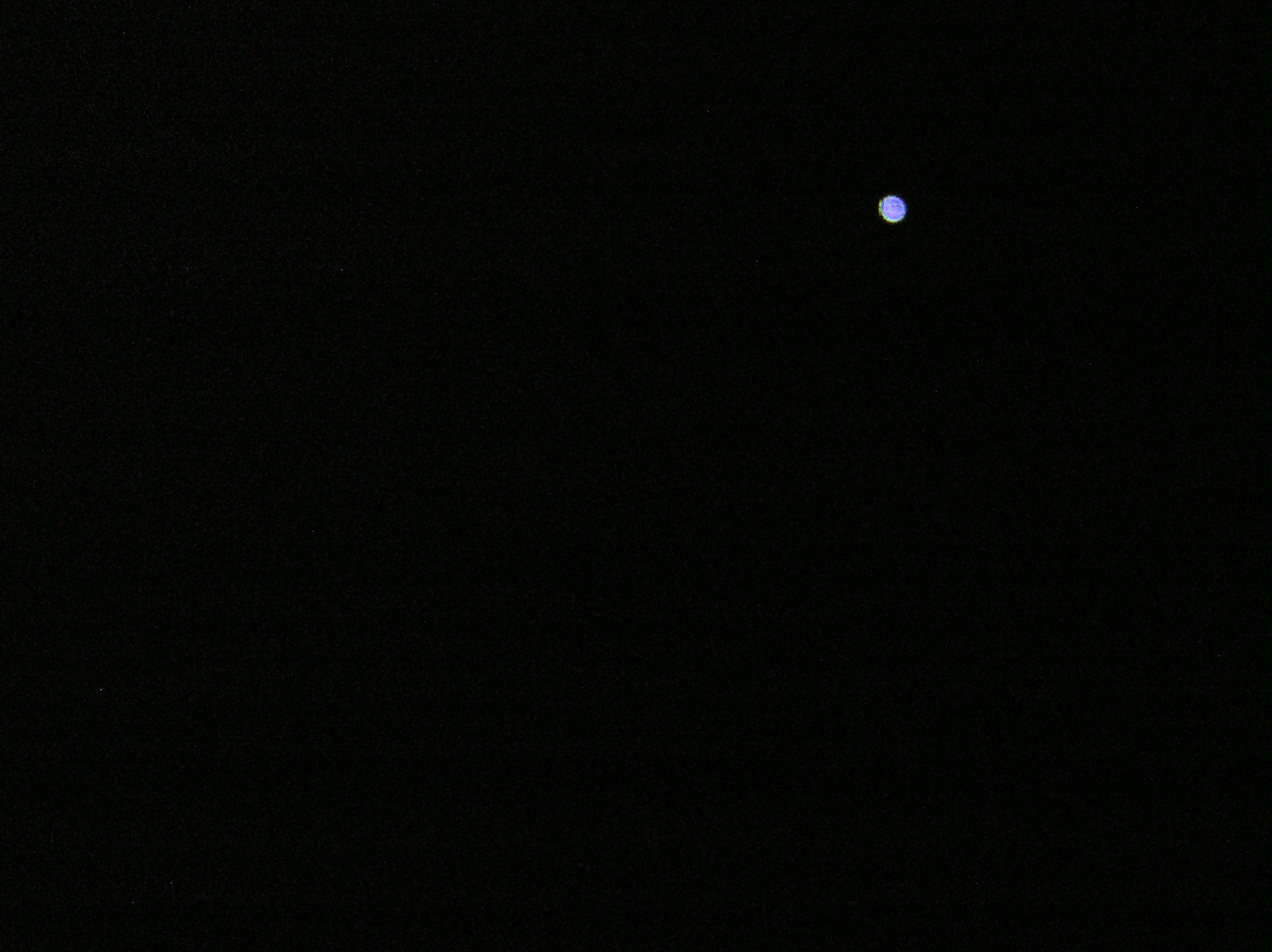
Зображення багатобульбашкової сонолюмінісценції зняте з довгою експозицією, створене за допомогою ультразвукового гудка зануреного в мензурку з рідиною.

Сонолюмінесце́нція — різновид механолюмінесценції, явище виникнення спалаху світла при схлопуванні кавітаційних бульбашок, народжених у рідині потужною ультразвуковою хвилею. Типовий дослід зі спостереження сонолюмінесценції виглядає таким чином: у ємність із водою поміщають резонатор і створюють у ній стоячу сферичну ультразвукову хвилю. За достатньої потужності ультразвуку в самому центрі резервуару з'являється яскраве, точкове джерело блакитного світла — звук перетворюється на світло.

## Історія і ранні дослідження
Незважаючи на те, що явище вперше спостерігали ще в 1930-ті роки, механізм сонолюмінесценції був довгий час абсолютно незрозумілим. Пов'язано це з тим, що в перших експериментах було видно лише одиночні й досить тьмяні спалахи; тобто весь цей час не вдавалося підібрати оптимальні умови для виникнення сонолюмінесценції.
У 1990-х роках з'явилися установки, що дають яскраве, безперервне, стійке сонолюмінесцентне світло. Як результат, з'явилася можливість вивчати сонолюмінесцентне світіння не за допомогою фотоплівок (тобто накопичуючи світло за тривалий проміжок часу), а у реальному часі, з відмінним тимчасовим і просторовим розділенням. Експерименти показали, що сонолюмінесцентне світіння виникає в результаті наступного циклу:
- Стояча ультразвукова хвиля у фазі розрядки створює у воді великий негативний тиск, який приводить до локального розриву води і утворення кавітаційної бульбашки.
- Протягом приблизно чверті періоду ультразвукової хвилі (тобто поки тиск залишається від'ємним), бульбашка росте, причому якщо стояча звукова хвиля сферично симетрична, то і бульбашка залишається сферичною. У окремих експериментах діаметр бульбашки досягав доль міліметра.
- У фазі стиснення кавітаційна бульбашка сплющується, причому щоразу швидше. Процес сплющування прискорює також сила поверхневого натягу.
- У завершальні долі періоду з центру сплющеної бульбашки виривається дуже короткий і яскравий спалах світла. Оскільки в стаціонарному режимі кавітаційна бульбашка народжується і сплющується мільйони разів в секунду, ми бачимо усереднене сонолюмінесцентне світло.

З погляду фізичної інтуїції сонолюмінесценция має ряд парадоксальних властивостей.
- Сонолюмінесценція найефективніше виявляється в звичайній воді. Тільки останніми роками насилу вдалося добитися виникнення сонолюмінесценції в інших рідинах.
- Невелика концентрація інертних газів, розчинених у воді, істотно підсилює ефект.
- Яскравість сонолюмінесцентного світла різко збільшується при охолоджуванні води.
- Яскравий сонолюмінесцентний спалах має, як правило, більш-менш гладкий спектр, без яких-небудь окремих ліній випромінювання. Цей спектр круто росте у фіолетову сторону і приблизно схожий на спектр випромінювання абсолютно чорного тіла з температурою близько сотень тисяч кельвінів.

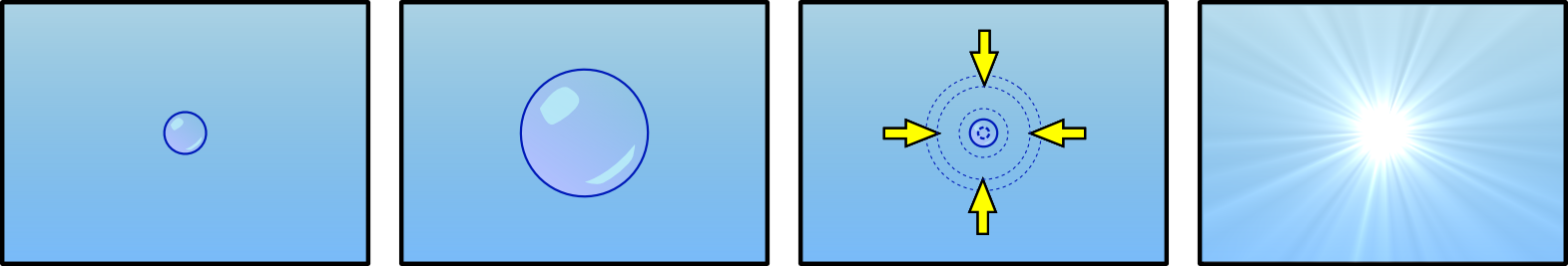
Зліва направо: Поява бульбашки, повільне розширення, швидке схлопування, виникнення світла.

Саме спектр став головним наріжним каменем при спробах пояснення явища. Якщо сонолюмінесцентне світло має теплове походження, то необхідно пояснити, як ультразвук нагріває воду до таких температур. Якщо ж високі температури тут ні при чому, то як взагалі тоді походження світла.

## Однобульбашкова і багатобульбашкова сонолюмінесценция
У 1990-х роках було відкрите явище багатобульбашкової сонолюмінесценції. Воно виникає в тому випадку, якщо умови для кавітації створюються не в точці, а в досить великій області, близько сантиметра і більш. В цьому випадку безперервно народжується і схлопується безліч окремих бульбашок, які взаємодіють, об'єднуються, стикаються один з одним. На відміну від цього режиму, описаний вище режим центральної бульбашки стали називати однобульбашковою сонолюмінесценцией.
При багатобульбашковій сонолюмінесценції свічення виходить тьмянішим і має зовсім інший спектр. Власне, в спектрі чітко простежуються і навіть домінують окремі лінії випромінювання, наприклад, чітко видно лінію випромінювання збудженого нейтрального радикалу OH* при 310 нм. Все це неспростовно свідчить на користь того, що свічення при багатобульбашковій сонолюмінесценції має теплове походження. Залежно від конкретних умов, температура ділянки, що світиться, при багатобульбашковій сонолюмінесценції становила 2000-5000 кельвін (W.B.McNamara III et al, Nature 401, 772 (1999).).
Така несхожість спектрів одно- і багатобульбашкової сонолюмінесценції стала наводити навіть на думку, що це абсолютно різні явища. Проте на початку 2000-х років з'явилися роботи, в яких був виявлений плавний перехід між цими двома режимами сонолюмінесценції (див. наприклад O.Baghdassarian et al, Phys.Rev.Lett. 86, 4934 (2001)). Після цих робота стало зрозуміло, що і однобульбашкова сонолюмінесценция має теплову природу, а її загадковий спектр пояснюється дуже високою температурою і тиском при схлопуванні однієї сферично симетричної бульбашки, так що окремі збуджені радикали знімають збудження при зіткненнях та не встигають випромінити фотон (K.Yasui, Phys.Rev.Lett. 83, 4297 (1999)).

## Теоретична модель
Отже, якщо природа світла теплова, то необхідно пояснити, за рахунок чого досягаються такі високі температури.
В даний час вважається, що нагрів води відбувається таким чином.
- При швидкому стисненні кавітаційної бульбашки, пари води проходять процес, близький до адіабатичного стиснення. При цьому, оскільки радіус бульбашки може зменшитися в десятки разів, цілком можливий нагрів пари води на порядок, тобто до декількох тисяч кельвінів.

Відомо, що ефективність нагріву при адіабатичному процесі визначається показником адіабати, який в свою чергу, сильно залежить від того, скільки атомів у молекулі газу. Найефективніше нагрівання для одноатомних газів, так що навіть невеликі домішки інертних газів у воді здатні помітно вплинути на ефективність нагріву.
- Залежність яскравості сонолюмінесценції від температури води визначається балансом між парами води і інертних газів усередині бульбашки. При пониженні температури води леткість пари інертних газів майже на змінюється, тоді як тиск насиченої пари води рідко падає. Це приводить до кращого нагріву пари при стисненні бульбашки.
- Ясно, що початкова бульбашка має не зовсім правильну сферичну форму. При сплющуванні ці спотворення симетрії посилюються, і в результаті не вдається всю початкову енергію сфокусувати в точку. Якщо при однобульбашковій кавітації, коли початкові спотворення малі, вдається зменшити радіус бульбашки на порядок і більший, то при багатобульбашковій сонолюмінесценції початкові спотворення не дозволяють сильно стиснути бульбашку, що впливає і на кінцеву температуру.
- У разі однобульбашкової сонолюмінесценції, на останній стадії колапсу кавітаційної бульбашки стінки бульбашки розвивають швидкість до 1-1,5 км/сек, що в 3-4 рази перевищує швидкість звуку в газовій суміші усередині бульбашки. В результаті при стисненні виникає сферична ударна хвиля, що сходиться, яка потім, відобразившись від центру, проходить через речовину ще раз. Відомо, що ударна хвиля ефективно нагріває середовище: під час переходу через фронт ударної хвилі речовина нагрівається в M2 раз, де М — число Маха. Це, мабуть, приводить до збільшення температури ще на порядок і дозволяє досягти сотні тисяч кельвінів.

## Застосування сонолюмінесценції
Окрім чисто наукового інтересу, зв'язаного з розумінням поведінки рідини за подібних умов, дослідження по сонолюмінесценції можуть мати і прикладні застосування. Перерахуємо деякі з них.
- Надмініатюрна хімічна лабораторія. Розчинені у воді реагенти будуть присутні в плазмі під час сонолюмінесцентного спалаху. Варіюючи параметри експерименту, можна контролювати концентрацію реагентів, а також температуру і тиск в цій сферичній «мікропробірці». Серед недоліків такої методики можна назвати досить обмежене вікно прозорості води, що утрудняє спостереження реакції неможливість позбавитися присутності молекул води і їх елементів, зокрема від гідроксил-іонів.

Перевагами методики є легкістю, з якою вдається створювати високі температури реакційної суміші:
- можливість проводити надкороткі за часом експерименти, на масштабах пікосекунд.
- Можливість запуску термоядерної реакції. Деякі експериментальні групи стверджують, що змогли досягти в сонолюмінесцентному спаласі температур близько мільйонів кельвінів, спостерігаючи при цьому продукти термоядерної реакції. Якщо результати цих експериментів підтвердяться, то ми одержимо настільний термоядерний реактор. Ситуація, проте, залишається спірною і вимагає подальшого дослідження. Подробиці див. в статті Ультразвуковий термояд.